# テンプル (ロンドン)
テンプル (Temple) は、ロンドン中心部のシティ・オブ・ロンドンのテンプル教会周辺の地区。シティの西端にあるファリンドン行政区内で、フリート・ストリートからテムズ川方向へ広がる法曹界地域のこと。但し、王立裁判所は西隣ウェストミンスター区オールドウィッチにある。
14世紀には、法曹院（法学院）が作られていた。現在は、4つの法曹院からなっている。インナー・テンプルとミドル・テンプルの2つがテンプル地区にあり、リンカーンズ・インとグレイズ・インの2つはテンプル地区北側至近のカムデン区ホルボーン界隈にある。

## 交通
ロンドン地下鉄・ディストリクト線、サークル線のテンプル駅